# Laura Barrera Fortoul
Laura Barrera Fortoul (Villa del Carbón, Estado de México; 10 de mayo de 1976) es una política y funcionaria mexicana, miembro del Partido Revolucionario Institucional. Ha sido en dos ocasiones diputada federal, una vez diputada local por el distrito XXXV del Estado de México, Titular del Sistema Nacional para el Desarrollo Integral de la Familia (DIF) Nacional y ha ocupado diversos cargos en el gobierno del estado de México.

## Biografía

### Primeros años
Laura Barrera Fortoul es licenciada en Economía egresada de la Universidad Anáhuac, y tiene dos maestrías, una en Mercadotecnia y Publicidad en la misma universidad y otra en Administración Pública por el Instituto Nacional de Administración Pública. Está casada con Luis Ernesto Maccise Uribe, empresario dedicado a empresas de comunicación.

### Carrera política
Ha realizado su carrera en la administración pública en las áreas dedicadas al fomento al turismo, inicialmente en la Secretaría de Turismo y el Consejo de Promoción Turística de México.
En 2001 fue nombrada directora general de Turismo del estado de México en el gobierno de Arturo Montiel Rojas, permaneciendo en el cargo hasta el final del mismo en 2005. El sucesor de éste al frente de la gubernatura, Enrique Peña Nieto, la nombró en 2005 como secretaria de Turismo de su gobierno, y en 2008 pasó a desempeñarse como directora general del DIF Estatal, hasta 2010 en que retornó a la secretaría de Turismo en el último tramo del gobierno de Peña Nieto.
En 2012 fue postulada candidata del PRI y electa diputada federal por el Distrito 27 del estado de México a la LXII Legislatura entre ese año y 2015, y en la que fue integrante de las comisiones de Turismo; Desarrollo Social; Especial para dar seguimiento al cumplimiento de los objetivos de desarrollo del milenio; y, Especial para dar seguimiento al ejercicio de los recursos federales que se destinen o se hayan destinado a la línea 12 del metro.
De 2015 a 2017 fue diputada al Congreso del Estado de México el 4 de marzo de 2017 fue nombrada por el presidente de la República directora general del Sistema Nacional DIF y en 2018 fue elegida por segunda ocasión diputada federal, esta vez por el principio de representación proporcional, a la LXIV Legislatura y en la que es secretaria de la comisión de Derechos de la Niñez y la Adolescencia e integrante de las de Atención a Grupos Vulnerables y de la de Turismo.